# DeWayne McKnight
DeWayne „Blackbyrd“ McKnight (* 17. dubna 1954, Los Angeles) je americký kytarista. Od roku 1975 působil tři roky ve skupině The Headhunters a následně řadu let hrál s kapelou Parliament-Funkadelic. V roce 1988 nahradil zesnulého Hillela Slovaka ve skupině Red Hot Chili Peppers, ale brzy poté ze skupiny opět odešel a na jeho místo nastoupil John Frusciante. Během své kariéry spolupracoval s mnoha dalšími hudebníky, mezi které patří například Charles Lloyd nebo Herbie Hancock.